# Xablíevka
Xablíevka (en rus: Шаблиевка) és un poble de l'óblast de Rostov, a Rússia, que en el cens del 2010 tenia 1.375 habitants, pertany al districte de Salsk.